# Minneapolis Veckoblad

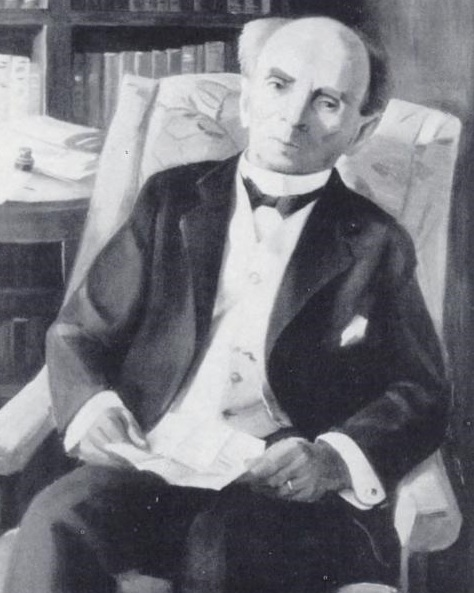
Tidningens skapare E. August Skogsbergh, porträtterad av Dewey Albinson 1931

Minneapolis Veckoblad var en svenskspråkig tidning utgiven i Minneapolis i USA. Den startades 1884 av Erik August Skogsbergh under namnet Svenska kristna härolden men utkom under det nya namnet mellan oktober 1887 och februari 1906. Tidningen beskrev sig själv som en kristlig och politisk tidning.
Författaren Sigge Strömberg tjänstgjorde vid tidningen under en tid i sin ungdom. 